# Thibaud Turlan
Thibaud Turlan, född 18 oktober 1996 i Bordeaux, är en fransk roddare. Hans tvillingbror, Guillaume, är också en roddare.

## Karriär
I juli 2021 tävlade Turlan för Frankrike vid OS i Tokyo, där han slutade på nionde plats tillsammans med sin bror Guillaume Turlan i tvåa utan styrman.
I maj 2023 vid EM i Bled tog Turlan brons tillsammans med sin bror Guillaume Turlan, Benoît Brunet och Téo Rayet i fyra utan styrman. I april 2024 vid EM i Szeged tog de ännu ett brons i fyra utan styrman tillsammans. Vid olympiska sommarspelen 2024 i Paris slutade de på åttonde plats tillsammans i fyra utan styrman.